# US Special Forces in Vietnam
Für die Special Forces begann der Vietnamkonflikt bereits 1957.
Einerseits hatte im Nha Trang Commando Training Center das 14th Special Forces Operational Detachment damit begonnen, Spezialkräfte der südvietnamesischen Armee, die sogenannten Lực lượng đặc biệt, zentralisiert auszubilden. Andererseits trainierten Green Berets, im Rahmen des CIDG-Programms (Civilian Irregular Defense Group), ethnische und religiöse Minderheiten in Südvietnam dezentral. So wurden die Bergbewohner, sogenannte Montagnards, in Techniken der Guerillakriegführung unterrichtet. Das Ziel war es, dem Vietcong die Kontrolle über das südvietnamesische zentrale Hochland (Tây Nguyên) zu entreißen und eine Pufferzone zur Unterbrechung der kommunistischen Nachschubwege in den Nachbarstaaten Laos und Kambodscha einzurichten.
Die unabhängigkeitsliebenden Bergstämme waren absolute Außenseiter innerhalb Vietnams. Nur zwei Stämme hatten eine Schrift entwickelt. Folglich waren die Stärkung ihres Selbstbewusstseins und wirtschaftliche und medizinische Hilfe als Fundament der Programme essenziell. Davon zeugt die Verleihung der Civil Actions Medal an die 5th Special Forces Group 1970. Sie soll 49.902 wirtschaftliche Hilfsmaßnahmen, 10.959 medizinische und 34.334 Bildungsprojekte durchgeführt haben. Es wurden Kirchen, Schulen, Apotheken, Krankenhäuser, Märkte, Brunnen, Straßen und Transportlager errichtet und über eine halbe Million Flüchtlinge betreut. Zugleich stellten die Special Forces Milizen auf und überwachten die Umgebung der Montagnard-Dörfer. Erstmals war ab 1961 der Stamm der Rhade in der Provinz Darlac von A-Teams ausgebildet worden. Sie dehnten langsam ihren Einflussbereich in immer größer werdenden Kreisen aus, überwachten die Infiltrationswege der Kommunisten nach Laos und Kambodscha und überfielen die Nachschubkolonnen aus dem Hinterhalt. 1963 übergab die CIA die Kontrolle über das CIDG an das Military Assistance Command, Vietnam.
Die paramilitärischen Kräfte unter Kontrolle der 5th Special Forces Group wuchsen auf eine Stärke von rund 40.000 Mann an. Weitere 40.000 Männer waren Teil der „Ruff Puff“ genannten Dorfmilizen, den Regional and Popular Forces. Als Reaktion darauf schleusten Vietcong und NVA Agenten in die Montagnard-Dörfer ein und überfielen sie dann in Massenangriffen. So wurde das Special Forces-Lager in Na Dang am 6. Juli 1964 um 2:31 von etwa 1000 Mann überfallen. Captain Roger Hugh Charles Donlon, Führer des A-Teams A-762, erhielt für seine herausragende Leistung bei der Verteidigung des Lagers in der Folge die erste Congressial Medal of Honour seit Ende des Korea-Krieges.
Zum besseren Schutz der Wehrdörfer wurden Luft- und Artillerieunterstützung verbessert und Reserven, sogenannte MIKE-Forces (Mobile Strike Force Command), aufgestellt. Zeitgleich wurde die Guerillatätigkeit aus den Dörfern heraus verstärkt. Im Rahmen der Operationen „Leaping Lena“, „Roadrunner“, „Delta“, „Omega“, „Sigma“ und „Gamma“ trainierten die US Special Forces regionale Kräfte in der Fernaufklärung. Vor allem ethnische Minderheiten wie Kambodschaner, Cham und Nung konnten dafür rekrutiert werden.
Diese Beratungs- und Ausbildungsphase endete 1964 mit dem Tonkin-Zwischenfall, als angeblich der Zerstörer Maddox der US Navy im Golf von Tonkin angegriffen wurde. Die US-Regierung verlegte umgehend Verbände des Heeres und der Marineinfanterie in Divisionsstärke nach Südvietnam, sodass beide Parteien den Krieg nun offen austrugen. Die 5th SFG richtete nun offiziell ihr Hauptquartier in Nha Trang ein und bekam zusätzlich zu ihren bisherigen Aufgaben die Aufklärung für die konventionellen Verbände zugewiesen.